# Дмитриева, Оксана Фёдоровна
Оксана Фёдоровна Дмитриева (укр. Оксана Федорівна Дмітрієва, род. 22 августа 1977 года) — украинский режиссёр кукольного театра
, главный режиссёр Харьковского театра кукол, актриса
, драматург-инсценировщик, театровед, художница-фотограф, художник-график. Заслуженная артистка Автономной Республики Крым (2006).

## Биография
В 1998 году окончила Днепропетровский театрально-художественный колледж по специальности «Артист театра кукол», после чего сразу же получила приглашение в Крымский театр кукол под руководством режиссёра Бориса Азарова (Симферополь). За время работы в этом театре сыграла в 17 спектаклях, участвовала в международных фестивалях. С 2004 года — режиссёр этого театра.
С 2001 по 2006 годы Оксана Дмитриева получает заочное образование в Харьковском институте искусств им. Котляревского сразу на двух факультетах — театроведческом и режиссуры театра кукол. Первые режиссёрские работы — «Балаганчик», «Любовь дона Перлимплина».
В 2006 году удостоена почетного звания «Заслуженная артистка АР Крым».
В 2007 году окончила магистратуру Киевского национального университета театра, кино и телевидения имени И.К. Карпенко-Карого. В этом же году на ивано-франковском фестивале «Обереги» были представлены две работы режиссёра — «Крылья для Дюймовочки» (Полтавский театр кукол) и спектакль «Любовь дона Перлимплина».
В Харьковском театре кукол с 2007 года. Сперва как режиссёр с пробной постановкой «Волшебное кольцо», а после постановки получила приглашение занять должность режиссёра-постановщика театра. Большинство работ в театре реализовано в тандеме с главным художником театра Натальей Денисовой.
В арсенале Оксаны Дмитриевой более 30 ролей на сцене. Поставила более 20 спектаклей на сценах украинских театров. Лауреат международных конкурсов и фестивалей.
Живёт и работает в Харькове.

## Актёрские работы в театре

### Крымский академический театр кукол(Симферополь)
- «Гассан — искатель счастья» Н. Гернет — Шахсанем
- «Машенька и Медведь» В. Швембергер – Машенька
- «Золотой цыпленок» В. Орлов — Лиса
- «Винни-Пух и все-все-все » Александра  Милна
- «Новые приключения Колобка» Э. Патрик – Колобок
- «Сказка кувырком» Ефима Чеповецкого  — Корова / Вреднюга / Лошадь
- «Айболит и Бармалей» В. Коростилев
- «Лозочки по углам» Г. Остера — Лиса
- «Хомячок и Северный Ветер» Х. Паукша – Персона настроения
- «Арлекин, или Слуга трех господ» Х. Юрковский – Флоринда
- «Опасные приключения на дороге» М. Супониным
- «Чудеса волшебника Чиличали» И. Мольнар - Бабушка / Лошадь
- «Бык, Осел и Звезда» М. Бартенев, А. Усачев — Антилопа / Верблюд / Волхв
- «По щучьему велению» Е. Тараховская - Несмеяная / Щука
- «Новогодние приключения на лесной лужайке» А. Титов — Баба Яга
- «Ивасик-Телесик» украинская народная сказка — Баба, змея Аленка
- «Снежная королева» Ганса Андерсена  — Снежная королева / Разбойница / лапландка / Финка
- «Сноггл» Дж. Пристли – Миссис Бинг-Берчел / Робинт
- «Устойчивый оловянный солдатик» Ганса Андерсена  — Акробат / Река / Крыса
- «Морозко» М. Шуринова - Пашка / Зайчонок
- «Эта коварная спичка» — Спичка
- «Еще раз о Красной Шапочке» Сергея Ефремова , С. Когана — Мама / Бабушка

## Режиссёрские работы в театре

### Крымский академический театр кукол(Симферополь)
1. «Балаганчик» (дипломный спектакль)[4]

### Киевский национальный университет театра, кино и телевидения имени И. К. Карпенко-Карого
1. 2007 — «Любовь дона Перлимплина» Ф. Гарсиа Лорка

### Харьковский национальный университет искусств имени И. П. Котляревского
1. 2015 — «Женитьба Фигаро» Бомарше
2. 2015 — «Белый пароход» Ч. Айтматова
3. 2016 — «Мамаша Кураж и её дети» Б. Брехта
4. 2016 — «Васелина»
5. 2017 — «Так погиб Гуска» Н. Кулиша

### Полтавский академический областной театр кукол
1. 2007 — «Крылья для Дюймовочки»[5]
2. 2013 — «Антигона» Софокла[6]
3. «Ивасик-Телесик»[7]
4. «Портрет с летающими часами. Марк Шагал «Моя жизнь» — иллюстрации» (укр. Портрет з літаючим годинником. Марк Шагал «Моє життя» — ілюстрації)[8]

### Харьковский театр кукол
Самые непредсказуемые решения спектаклей Оксаны Дмитриевой всегда обнаруживают устойчивость и силу гармонии. Главный критерий художественности в ее театре — Красота… Драматического эффекта она достигает именно на сломе, на самом пике, на острие красоты и небытия
1. 2007 — «Волшебное кольцо» А. Цуканова
2. 2008 — «Дюймовочка» Х. Андерсена
3. 2009 — «Майская ночь, или Лунное волшебство» Н. Гоголя
4. 2009 — «Простые истории Антона Чехова» («Дама с собачкой», «Чёрный монах», «Скрипка Ротшильда»)
5. 2010 — «Король Лир» У. Шекспира[10]
6. 2011 — «О принцах и принцессах» А. Шмидт[11]
7. 2012 — «Ёжик из тумана» С. Козлова
8. 2012 — «Чевенгур» А. Платонова
9. 2014 — «Казанова» (венецианский карнавал по произведениям М. Цветаевой и Дж. Казановы)[12]
10. 2015 — «Айболит» К. Чуковского
11. 2015 — «Женитьба» Н. Гоголя[13]
12. 2016 — «Ивасик-Телесик» по мотивам украинской народной сказки
13. 2016 — «Вишнёвый сад» А. Чехова
14. 2016 — «Как стать королём» А. Шмидт
15. 2017 — «Мнимый больной» Мольера[14]
16. 2018 — «Гамлет» У. Шекспира

### Киевский государственный академический театр кукол
1. 2017 — «Так погиб Гуска» Н. Кулиша[14][15]

## Награды и признание
- 2005 — Премия кабинета министров Украины им. Леси Украинки за лучшие театральные спектакли для детей и юношества[3]
- 2006 — Заслуженная артистка АР Крым[1]
- 2007 — Фестиваль «Обереги», Ивано-Франковск. Гран-при фестиваля (спектакль «Крылья для Дюймовочки»)[1]
- 2008 — Муниципальная премия за лучшую режиссуру года (спектакль «Волшебное кольцо»)
- 2008 — Международный фестиваль театров кукол им. С.В. Образцова, Москва. Лауреат в номинация «лучшая режиссура» (спектакль «Дюймовочка»)
- Лауреат международного фестиваля «Анима» (спектакль «Антигона»)
- 2009 — Международный фестиваль-биенале «КукART-IX», Санкт-Петербург. Диплом I степени (спектакль «Простые истории Антона Чехова»)[1]
- 2011 — Лауреат фестиваля «Рязанские смотрины» (спектакль «О принцах и принцессах»)[16]
- 2011—2012 — Диплом «Лучшая работа сезона для детей младшего и среднего возраста» Совета украинской секции УНИМА (спектакль «О принцах и принцессах»)[16]
- 2012 — VI Международный фестиваль театров кукол «Белгородская забава». Гран-При (спектакль «Майская ночь»)[17][18]
- 2012 — Премия Кабинета Министров Украины имени Леси Украинки, как лучшая постановка года для детей (спектакль «О принцах и принцессах»)[16]
- 2014 — По мнению украинских театральных журналистов (еженедельник «Зеркало недели»), вошла в ТОП-10 самых влиятельных украинских театральных режиссёров[9]
- 2015 — Международный фестиваль «Звёздный путь» (укр. «Зоряний шлях»), Полтава (спектакль «Майская ночь»):[17]
  - «Лучшая режиссура»
  - «Лучшая сценография»
  - «Лучший актерский ансамбль»
- XXVII Международный фестиваль театров кукол в г. Бельско-Бяла, Польша. Премия «Лучший детский спектакль» (спектакль «Ёжик из тумана»)[19][20]
- 2017 — І Киевский международный фестиваль театров кукол «Puppet.UP!»[15]
  - «Лучшая актёрская работа» (Евгений Огородний за роль Саватия Гуски)
  - «Лучшее музыкальное оформление» (Оксана Дмитриева)
- 2017 — Премия имени Леся Курбаса за постановку спектакля «Вишневый сад» А. П. Чехова в Харьковском государственном академическом театре кукол имени В. А. Афанасьева[2]